# Glaireuse
Glaireuse is een dorp in de Belgische provincie Luxemburg. Het ligt in Villance, een deelgemeente van Libin. Glaireuse ligt twee kilometer ten zuidoosten van het dorpscentrum van Villance.

## Geschiedenis
Op het eind van het ancien régime werd Glaireuse een gemeente. De gemeente werd in 1823 weer opgeheven en bij Villance gevoegd.

## Bezienswaardigheden

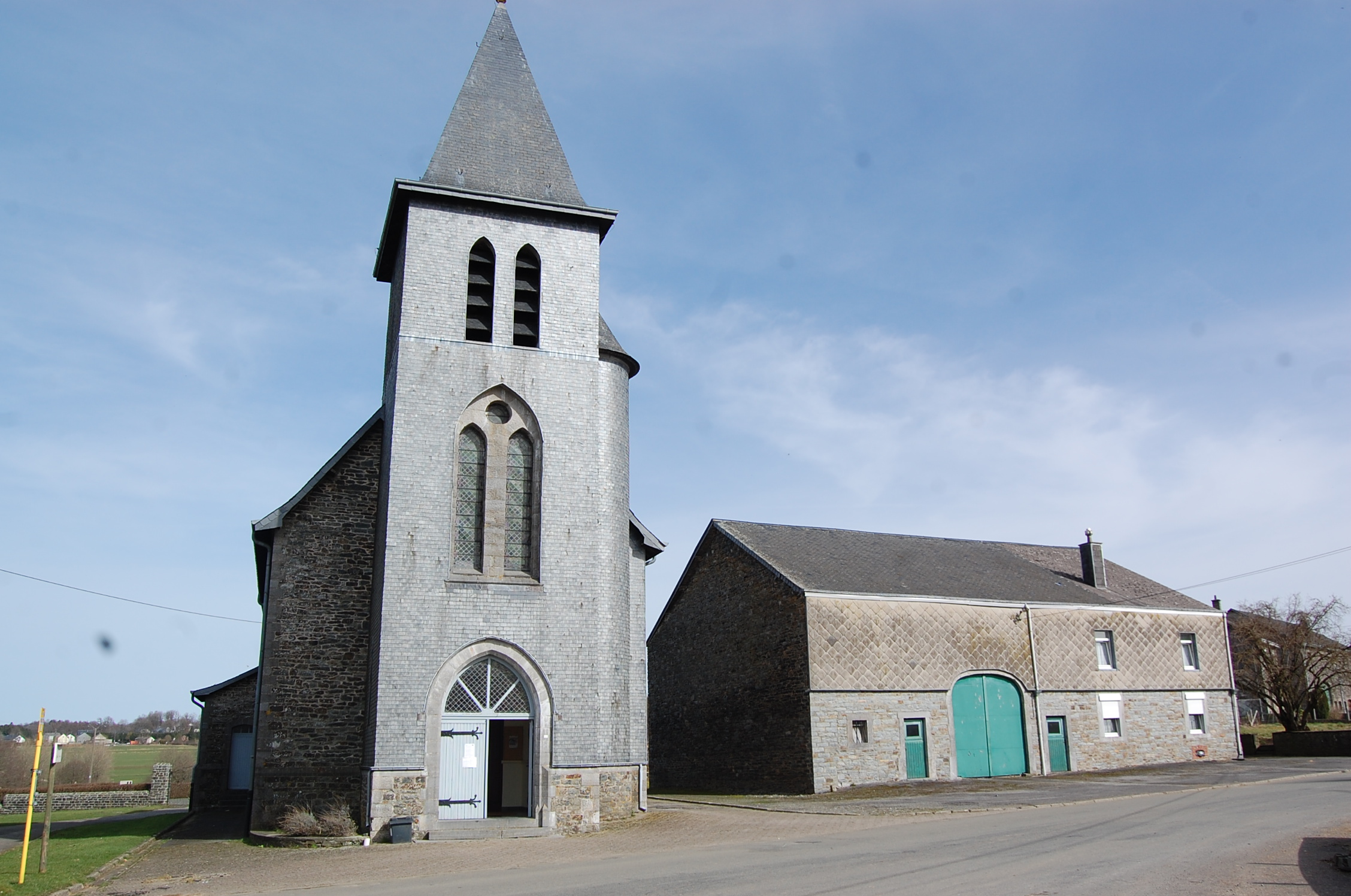
De kerk van Glaireuse

- de Église Saint-Jean-Baptiste

Deelgemeenten: Anloy · Libin · Ochamps · Redu · Smuid · Transinne · Villance

Overige dorpen en gehuchten: Glaireuse · Hamaide · Lesse · Libin-Bas · Libin-Haut · Sèchery

Belgische gemeenten · Arrondissement Neufchâteau · Luxemburg · Wallonië